# Portland (Nederland)
Portland is een woonkern van Rhoon in de gemeente Albrandswaard, in de Nederlandse provincie Zuid-Holland. De naam van de wijk is afkomstig van de naam van de polder waarin deze is gebouwd. Op zijn beurt is deze polder na de inpoldering aan het einde van de 17de eeuw vernoemd naar de hoogste titel die Hans Willem Bentinck, heer van Rhoon bezat. Hij was door Willem III benoemd tot graaf van Portland in Engeland.
In deze waterrijke wijk zijn zes wooneilanden aangelegd, met namen die verwijzen naar toepassingen in sieraden:
Amber, Kwarts, Paarlemoer, Onyx, Diamant en Parels.
Er is ook ruimte gemaakt voor winkels en een wijkpark.
Sinds 2000 is Portland onderdeel van gemeente Albrandswaard. Portland is met Carnisselande, een stadsdeel in Barendrecht, onderdeel van de Vinex-locatie Midden-IJsselmonde. Een referendum onder de inwoners van Portland heeft uitgewezen dat zij graag als wijk onderdeel willen blijven van het dorp Rhoon in plaats als een zelfstandig dorp Portland binnen de gemeente Albrandswaard. Hierdoor werd Portland ook aangesloten op het Rotterdamse "010"-net in plaats van het Barendrechtse "0180". In Barendrecht wordt naar Portland verwezen als "West-West-Barendrecht".
De wijk Portland bevindt zich aan de zuidzijde van Rotterdam en Barendrecht. Portland ligt tussen de Oude Maas en Nieuwe Maas. Het poldergebied Portland ligt op ca. 10 minuten van Rotterdam, via de A15 en A29.
Sinds 21 december 2006 is de Rhoonse Baan open; deze weg sluit via Rhoon en de Groene Kruisweg aan op de A15.